# 古比雪夫军事工程学院
55°45′16.2″N 37°38′54.6″E / 55.754500°N 37.648500°E
古比雪夫军事工程学院是苏联武装力量培养工程兵部队军事工程师的军事学院，并研究军事工程学术、地形测绘、大地测量保障、军队工程建设、工兵战术、工兵指挥、工事伪装、工兵障碍的利用与克服、道路建筑于维护、车辆与交通枢纽工程等问题。 

## 历史
前身是1810年创办于圣彼得堡的军事工程学校，培养工程技术军士。1819年12月6日更名为总军事工程学校。后增设军官班，学制五年，开创了俄罗斯高等技术教育五年制的传统。也为俄罗斯帝国培养了铁路工程师。1855年军官班改为尼古拉耶夫军事工程学院。1863年至1867年尼古拉耶夫工程学校与尼古拉耶夫工程学院一度合并。
19世纪60年代门捷列夫在学院任过教。费奥多尔·米哈伊洛维奇·陀思妥耶夫斯基1838-1843年在该校军官班就读并毕业。
十月革命胜利后，1918年12月18日共和国革命军事委员会第392号命令，尼古拉耶夫军事工程学院改称工农红军军事工程学院，设有四个系：筑城系、军事交通系（分道路桥梁、汽车、航空浮空三个专业）、电工系、大地测量系（1910年建立）。还有培养军队工程兵主任的“队列处”。开设了预科，培养工农出身的红军干部。筑城系1920年改为工程系。1923年与工农红军电工技术学院合并称为军事工程和电工学院。1925年由于红军总员额大裁减，与红军炮兵学院合并为红军军事技术学院，同时电工系移交列宁格勒乌里扬诺夫（列宁）电工技术学院，组成军事电工技术系。1926年以捷尔任斯基命名，称为“捷尔任斯基军事技术学院”。1929年军事电工技术系调回，改为捷尔任斯基军事技术学院电工系。随着一五计划的提前完成，国家工业化和苏军革新技术装备进入新时期，苏联革命军事委员会1932年3月21日发布命令，捷尔任斯基军事技术学院以系为基础分立为各个独立学院：
- 火药和炸药系的基础上设立“捷尔任斯基炮兵与技术学院”
- 以电工系为基础建立了军事电工技术学院。1933年4月25日，学院以谢苗·米哈伊洛维奇·布琼尼的名字命名。
- 以工程系和莫斯科高等工程建筑学校为基础，在莫斯科组建红军军事工程学院。1932年在莫斯科波克罗夫斯基大道杜拉索夫家族庄园右翼为军事工程学院建造了一座新建筑。1935年以古比雪夫命名，称为古比雪夫军事工程学院。

古比雪夫军事工程学院设有指挥系、海防工程系、筑城系、工程装备系、大地测量系、军事工业建筑系。1938年起开设了夜学系和函授系、工程兵指挥人员进修班、预备役工程兵指挥人员复训班。研究战斗和战役工程保障理论、工程兵战术、筑城工事的结构和技术设备、利用弹性理论计算工程建筑物的方法、统一的大地测量体系和三角测量控制点。并开始研究撞击和爆炸现象。 
苏德战争期间，1941年11月至1943年12月，学院疏散到伏龙芝市。古比雪夫军事工程学院缩短了军事工程师的培养期限。低年级学生加速培训。还为应征入伍的文职工程师组织了为期三个月的短训班。从1942-1943学年起，正常学制和速成班并存。毕业生中有44人在战争中荣获苏联英雄称号。1944年12月15日，古比雪夫军事工程学院被最高苏维埃主席团授予红旗勋章。
二战后，顺应核战争背景下工程防护技术发展，教学与科研做出了深刻变革。研发了浮桥和机械化桥梁、造桥设备、登陆艇、高度抗核打击加固保护的指挥所、掩蔽所和核武器防护结构、雷达掩蔽系统、扫雷和排雷设备、反工兵障碍装备等。毕业生中有苏联科学院院士8名和通讯院士5名，荣誉科技工作者4名，技术博士300多名。
1998年俄罗斯联邦政府发布法令古比雪夫军事工程学院（莫斯科）改制为拥有圣彼得堡、下诺夫哥罗德州克斯托沃市、秋明三个分校的古比雪夫军事工程大学。2005年，军事工程大学再次改制为军事工程学院（莫斯科），不再以古比雪夫命名。三所分校分别改为下诺夫哥罗德高等军事工程指挥学院、以安东诺夫大将命名的圣彼得堡军事地形学院、秋明高等军事工程指挥学校。2006年地形研究所更名莫扎伊斯基军事航天学院军事研究所（地形）。2006年5月9日，军事工程学院师生最后一次参加莫斯科红场胜利日阅兵。 2006年8月1日，学院拨归俄罗斯联邦武装力量联合兵种学院。

## 院长
- 1917-1918年A.A.萨特克维奇
- 1918-1923年Ф.И.戈连金
- 1923-1925年A.K.奥夫钦尼科夫
- 1932-1934年格奥尔基·瓦西里耶维奇·季诺维也夫（俄语：Зиновьев, Георгий Васильевич）
- 1934-1937年伊万·伊万诺维奇·斯莫林（俄语：Смолин, Иван Иванович）1935年军级指挥员
- 1937.05-1937.07安德烈·雅科夫列维奇·萨宗托夫（俄语：Сазонтов, Андрей Яковлевич）军级指挥员
- 1937-1942年亚历山大·谢苗诺维奇·贡多罗夫（俄语：Гундоров, Александр Семёнович）一级军事工程师、1938年旅级指挥员，1940年6月4日起为工程兵中将
- 1942-1943年叶夫根尼·弗拉基米罗维奇·西索耶夫（俄语：Сысоев, Евгений Владимирович）工程兵少将
- 1943—1945年鲍里斯·亚历山德罗维奇·奥利维茨基（俄语：Оливетский, Борис Александрович）工程兵少将
- 1945—1951年莱昂蒂·扎哈罗维奇·科特利亚尔（俄语：Котляр, Леонтий Захарович）工程兵上将
- 1951-1957年伊万·帕夫洛维奇·加利茨基（俄语：Галицкий, Иван Павлович）工程兵上将
- 1958-1961年帕维尔·瓦西里耶维奇·什维德科伊（俄语：Швыдкой, Павел Васильевич）工程兵中将
- 1961-1969年亚历山大·丹尼洛维奇·齐尔林（俄语：Цирлин, Александр Данилович）工程兵上将
- 1969-1974年弗拉基米尔·拉夫罗维奇·阿夫森科（俄语：Авсеенко, Владимир Лаврович）工程兵中将，1972年工程部上将
- 1974-1975年谢尔盖·赫里斯托福罗维奇·阿加诺夫（俄语：Аганов, Сергей Христофорович）工程兵中将
- 1975-1978年弗拉基米尔·叶菲莫维奇·乌波罗夫（俄语：Упоров, Владимир Ефимович）工程兵中将。
- 1978—1988年叶夫根尼·谢尔盖耶维奇·科利别诺夫（俄语：Колибернов, Евгений Сергеевич）工程兵中将，1980年工程兵上将
- 1988—1992年乌斯季诺夫，维克多·伊万诺维奇（俄语：Устинов, Виктор Иванович）工程兵少将，1989年工程兵中将
- 1992—1995年弗拉基米尔·阿纳托利耶维奇·瓦西里耶夫（俄语：Васильев, Владимир Анатольевич (генерал)）工程兵中将
- 1995—1999年Ю·В·克拉斯尼科夫（俄语：Ю. В. Красников）工程兵中将
- 1999—2005年А·Б·舍夫丘克（俄语：А. Б. Шевчук）工程兵中将
- 2005—2006年В·С·彼得鲁克（俄语：В. С. Петрук）工程兵少将